# Głowienka (wieś)
Głowienka – wieś w Polsce położona w województwie podkarpackim, w powiecie krośnieńskim, w gminie Miejsce Piastowe, nad rzeką Lubatówką.
W latach 1975–1998 wieś administracyjnie należała do województwa krośnieńskiego.
Graniczy od północy z Krosnem, od zachodu ze Szczepańcową, od południa z Wrocanką i od wschodu z Miejscem Piastowym.

## Części wsi
| SIMC    | Nazwa          | Rodzaj    |
| ------- | -------------- | --------- |
| 0356398 | Dół            | część wsi |
| 0356406 | Góra           | część wsi |
| 0356412 | Kaczyniec      | część wsi |
| 0356429 | Osobnica       | część wsi |
| 0356435 | Pod Skałą      | część wsi |
| 0356441 | Pole           | część wsi |
| 0356458 | Tatarówka      | część wsi |
| 0356464 | Tłoki Drugie   | część wsi |
| 0356470 | Tłoki Pierwsze | część wsi |
| 0356487 | Zapłocia       | część wsi |

## Historia
Wieś powstała prawdopodobnie równolegle z Krosnem. U zarania swego istnienia była własnością królewską, stanowiącą wyposażenie wójtostwa miasta Krosna. Najstarsza wzmianka o miejscowości pochodzi z 1445 roku. Odnotowana wtedy nazwa brzmiała Glovnynka, a w 1462 roku Głowninka.
Wieś królewska Głowienko położona na przełomie XVI i XVII wieku w ziemi sanockiej województwa ruskiego, w drugiej połowie XVII wieku należała do tenuty Besko starostwa sanockiego.
W 1721 roku opisano poszukiwanie, a nawet metody wydobycia i przetworzenia oleju skalnego w takich miejscowościach jak Głowienka, Iwonicz, Turaszówka, Bóbrka.
W czasie Konfederacji Barskiej, po bitwie w Rogach, przechodziły przez Głowienkę oddziały w kierunku Suchodołu i Krosna.
14 września 1900 – Cesarz Austrii – Franciszek Józef, oglądał z bunkra w Głowience Wielkie Manewry Wojskowe.
W dwudziestoleciu międzywojennym, Głowienka do 1934 roku stanowiła jednowioskową gminę wiejską, a w 1935 roku weszła w skład gminy zbiorowej w Miejscu Piastowym. W latach 1975–1998 miejscowość administracyjnie należała do województwa krośnieńskiego.
We wsi zachowały się nieliczne już stare drewniane chaty, głównie z początku lat międzywojennych XX wieku, oraz przydrożne kapliczki, a także bunkier z 1900 r.
W 1998 dokonano zmiany numeracji wsi wprowadzając nazwy ulic. Obecnie jest 15 ulic: Franciszkańska, O. Anzelma Kubita, Miodowa, Młynarska, Nadbrzeżna, Podmiejska, Pogórze, Polna, Słoneczna, św. Jana, Stroma, Szkolna, Zielona, Na Jaworze, Wspólna.
Na terenie wsi znajduje się Kościół Ojców Franciszkanów pod wezwaniem Św. Maksymiliana Marii Kolbe. Prócz parafii pod tym wezwaniem, we wsi jest jeszcze: 2 domy ludowe (stary i nowy), poczta, ośrodek zdrowia, biblioteka, szkoła podstawowa, OSP, Ludowy Klub Sportowy, kółko rolnicze, zakład fryzjerski, cukiernia, piekarnia i sklepy spożywczo-przemysłowe. Do Głowienki dojeżdżają linie autobusowe MKS Krosno "0", "10", "16", "G".